# Барселона (хокейний клуб)
Хокейний клуб «Барселона» (ісп. Fútbol Club Barcelona (hockey sobre hielo)) — професіональний хокейний клуб з м. Барселона, Іспанія. Заснований 1972 року. Виступає в Іспанській Суперлізі.

## Історія
Клуб заснований у 1972 році. Перший успіх у ХК «Барселона» це перемога в Кубку Короля 1976 року. Наступний успіх був у 90-х роках коли команда зробила дубль у сезоні 1996/97. На початку XXI століття клуб посилив свої позиції завдяки залученю легіонерів з України, Швеції та Словаччини, а також тренерів-іноземців.
Один із найвідоміших вихованців місцевої школи хокею — воротар Андер Алькайне.

## Досягнення

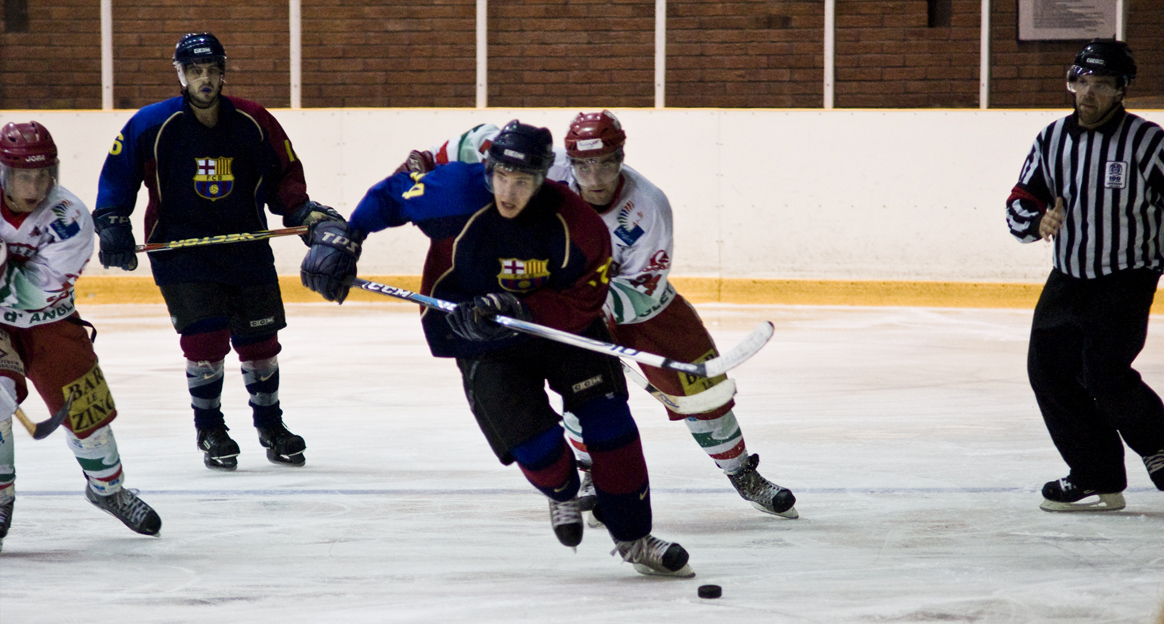
ХК «Барселона» у вересні 2008

- Чемпіон Іспанії — 6 разів

1987, 1988, 1997, 2002, 2009, 2021
- Кубок Короля — 4 рази

1976, 1977, 1982, 1997